# 御嶽神社 (木曽御嶽山)
御嶽神社（おんたけじんじゃ）は、木曽御嶽山に対する山岳信仰に基づいて、長野県側の山頂と山麓に築かれている神社。他の地域の御嶽神社と区別する際には、木曽御嶽神社（きそおんたけじんじゃ）とも呼ばれる。
江戸時代に、覚明によって開かれた東方の黒沢口（くろさわぐち）、普寛によって開かれた南方の王滝口（おうたきぐち）という2つの登山道沿いに、それぞれ神社が築かれている。
また、その手前、王滝川が木曽川に合流する木曽ダム付近には、同じ木曽御嶽山信仰を共有する教派神道教団である御嶽教の施設・御嶽山木曽本宮が所在している。

## 構成
黒沢口
- 黒沢(口)御嶽神社（御嶽神社黒沢口）
  - 奥社
  - 里宮（木曽町三岳3793）
    - 木曽御嶽本教 総本庁
    - 日野百草本舗 里宮店[2]

  - 若宮

王滝口
- 王滝(口)御嶽神社（御嶽神社王滝口）
  - 奥社
  - 里宮（王滝村3315）
    - 滝旅館[3]（王滝村3417-1）

木曽福島
- 御嶽山木曽本宮（御嶽教）[1]（木曽町福島和合4412-1）
  - 旧施設・木曽大教殿（木曽町福島新万郡2325）